# Dulia
La parola dulìa (dal greco δουλεία /duːˈleia/, lett. «servitù»; in latino servitus) è un termine teologico usato in ambito cristiano, in particolare nella Chiesa cattolica e ortodossa, per indicare l'onore reso ad un santo e spesso a Maria (per cui viene anche usato il termine iperdulia), distinto dal culto di latria riservato a Dio.

## Etimo
In greco antico, la parola δουλεία (douleia) è un sostantivo che significa "servitù, schiavitù, sottomissione"; il verbo δουλεύω (douleuo) significa "sono servitore di", "sono posto nella protezione di".

## Nella Chiesa latina
Nella Chiesa latina il padre della Chiesa Agostino di Ippona (De Civ. Dei, X, ii, 1) distingue due tipi di servitus: "Quello che è dovuto agli uomini... che in greco è chiamato dulia; quello, chiamato latria, che è il servizio che appartiene al culto di Dio". 
Tommaso d'Aquino, santo e dottore della Chiesa (II-II:103:3) fonda la distinzione sulla differenza fra il dominio supremo di Dio e quello che gli uomini possono esercitare fra di loro. I teologi cattolici ritengono la differenza non sia di grado ma di essenza, e che fra dulia e latria ci sia la stessa differenza sostanziale che fra creatura e creatore: l'uomo creato a immagine e somiglianza di Dio. Un'ulteriore distinzione viene fatta fra dulia in senso assoluto, l'onore reso alle persone, e dulia in senso relativo, l'onore reso agli oggetti inanimati, come immagini (iconodulia) o reliquie. Per quanto riguarda i santi, dulia comprende la venerazione e l'invocazione. Nel primo caso si tratta dell'onore reso al santo, nel secondo è la richiesta di intercessione.
Un semplice riscontro evangelico si trova nel Comandamento dell'amore: a Dio solo è riservato l'amore con tutte le proprie facoltà. L'amore verso il prossimo è simile, e pari a quello dovuto a voi stessi.

## Altre tradizioni religiose
Nel Protestantesimo come anche in altre religioni monoteistiche, Islam e Ebraismo, la venerazione è considerata al pari di un'eresia idolatra e la relativa pratica di canonizzazione è considerata eresia di apoteosi. 
La teologia Protestante in genere nega che si possa fare una reale distinzione fra venerazione ed adorazione e afferma che la pratica della venerazione distrae il cristiano dal vero oggetto di adorazione, Dio.  Nel suo L'Istituzione della religione cristiana, Giovanni Calvino scrive che "la distinzione fra ciò che viene chiamata dulia e la latria fu inventata alla scopo di permettere di tributare onori divini agli angeli ed ai morti con apparente impunità."
Allo stesso modo l'Islam condanna ogni venerazione di immagini. 
La venerazione indù di immagini e murti può apparire come idolatria ma può anche essere intesa come un tipo di venerazione.